# Lista siturilor arheologice din județul Suceava - S
Lista siturilor arheologice din județul Suceava - S conține toate siturile arheologice din județul Suceava înscrise în Repertoriul Arheologic Național (RAN) și aflate în localități al căror nume începe cu litera S. RAN este administrat de Ministerul Culturii și Patrimoniului Național și cuprinde date științifice, cartografice, topografice, imagini și planuri, precum și orice alte informații privitoare la zonele cu potențial arheologic, studiate sau nu, încă existente sau dispărute.
Puteți căuta un sit din localitățile care încep cu litera S folosind formularul de mai jos sau puteți naviga prin toate siturile din județ la Lista siturilor arheologice din județul Suceava.
| Cod RAN                                    | Denumire | Localitate                     | Adresă                                              | Datare                             | Descoperit | Coordonate                                     | Imagine           | Erori            |
| ------------------------------------------ | --- | ------------------------------ | --------------------------------------------------- | ---------------------------------- | ---------- | ---------------------------------------------- | ----------------- | ---------------- |
| 146272.04.01 (Cod LMI: SV-I-m-A-05392.01)  | Situl arheologic de la Suceava- Orașul medieval / ansamblu Vatra veche a orașului Suceava (Categorie: locuire) (Tip: Așezare urbană)                                              | municipiul Suceava             | Orașul medieval                                     | sec. XIII                          |            |                                                | Încărcați imagine | Raportați eroare |
| 146272.04.02 (Cod LMI: SV-I-m-A-05392.02)  | Situl arheologic de la Suceava- Orașul medieval / ansamblu Fortificația premușatină (Categorie: locuire) (Tip: Fortificație)                                                      | municipiul Suceava             | Orașul medieval                                     | sec. XIII                          |            |                                                | Încărcați imagine | Raportați eroare |
| 146478.02.01 (Cod LMI: SV-I-m-B-05433.04)  | Situl arheologic de la Sfântu Ilie - "Siliște" / ansamblu anonim (Categorie: locuire civilă) (Tip: Așezare)                                                                       | sat Sfântu Ilie, comuna Șcheia | Siliște                                             | Cucuteni                           |            |                                                | Încărcați imagine | Raportați eroare |
| 146478.02.02 (Cod LMI: SV-I-m-B-05433.03)  | Situl arheologic de la Sfântu Ilie - "Siliște" / ansamblu anonim (Categorie: locuire civilă) (Tip: Așezare)                                                                       | sat Sfântu Ilie, comuna Șcheia | Siliște                                             |                                    |            |                                                | Încărcați imagine | Raportați eroare |
| 146478.02.03 (Cod LMI: SV-I-m-B-05433.02)  | Situl arheologic de la Sfântu Ilie - "Siliște" / ansamblu anonim (Categorie: locuire civilă) (Tip: Așezare)                                                                       | sat Sfântu Ilie, comuna Șcheia | Siliște                                             | geto-dacică sec. III - II a. Chr.  |            |                                                | Încărcați imagine | Raportați eroare |
| 146478.02.04 (Cod LMI: SV-I-m-B-05433.01)  | Situl arheologic de la Sfântu Ilie - "Siliște" / ansamblu anonim (Categorie: locuire civilă) (Tip: Așezare)                                                                       | sat Sfântu Ilie, comuna Șcheia | Siliște                                             | sec. II - IV                       |            |                                                | Încărcați imagine | Raportați eroare |
| 146664.03.01 (Cod LMI: SV-I-s-A-05436)     | Situl arheologic de la Siret - "Dealul Sasca" / ansamblu anonim (Categorie: locuire civilă) (Tip: Așezare)                                                                        | oraș Siret                     | Dealul Sasca                                        | sec. XIV - XVII                    |            |                                                | Încărcați imagine | Raportați eroare |
| 146664.03.02 (Cod LMI: SV-I-s-A-05436)     | Situl arheologic de la Siret - "Dealul Sasca" / ansamblu anonim (Categorie: locuire civilă) (Tip: Așezare)                                                                        | oraș Siret                     | Dealul Sasca                                        |                                    |            |                                                | Încărcați imagine | Raportați eroare |
| 146664.03.03 (Cod LMI: SV-I-s-A-05436)     | Situl arheologic de la Siret - "Dealul Sasca" / ansamblu anonim (Categorie: locuire civilă) (Tip: necropola)                                                                      | oraș Siret                     | Dealul Sasca                                        | sec. XIII-XVII                     |            |                                                | Încărcați imagine | Raportați eroare |
| 146717.01.01 (Cod LMI: SV-I-s-B-05437)     | Situl arheologic de la Solca - "Slatina Mare" / ansamblu anonim (Categorie: locuire) (Tip: Așezare)                                                                               | oraș Solca                     | Slatina Mare                                        | Cucuteni - B                       | 1968       | 47°44′00″N 25°52′00″E / 47.73333°N 25.86667°E  | Încărcați imagine | Raportați eroare |
| 146717.01.02 (Cod LMI: SV-I-s-B-05437)     | Situl arheologic de la Solca - "Slatina Mare" / ansamblu anonim (Categorie: locuire) (Tip: Așezare)                                                                               | oraș Solca                     | Slatina Mare                                        | sec. XVII                          | 1968       | 47°44′00″N 25°52′00″E / 47.73333°N 25.86667°E  | Încărcați imagine | Raportați eroare |
| 146717.01.03 (Cod LMI: SV-I-s-B-05437)     | Situl arheologic de la Solca - "Slatina Mare" / ansamblu anonim (Categorie: locuire) (Tip: Așezare)                                                                               | oraș Solca                     | Slatina Mare                                        | Starčevo - Criș                    | 1968       | 47°44′00″N 25°52′00″E / 47.73333°N 25.86667°E  | Încărcați imagine | Raportați eroare |
| 146717.01.04 (Cod LMI: SV-I-s-B-05437)     | Situl arheologic de la Solca - "Slatina Mare" / ansamblu anonim (Categorie: locuire) (Tip: Așezare)                                                                               | oraș Solca                     | Slatina Mare                                        |                                    | 1968       | 47°44′00″N 25°52′00″E / 47.73333°N 25.86667°E  | Încărcați imagine | Raportați eroare |
| 146717.01.05 (Cod LMI: SV-I-s-B-05437)     | Situl arheologic de la Solca - "Slatina Mare" / ansamblu anonim (Categorie: locuire) (Tip: Așezare)                                                                               | oraș Solca                     | Slatina Mare                                        |                                    | 1968       | 47°44′00″N 25°52′00″E / 47.73333°N 25.86667°E  | Încărcați imagine | Raportați eroare |
| 146717.01.06 (Cod LMI: SV-I-s-B-05437)     | Situl arheologic de la Solca - "Slatina Mare" / ansamblu anonim (Categorie: locuire) (Tip: Așezare)                                                                               | oraș Solca                     | Slatina Mare                                        |                                    | 1968       | 47°44′00″N 25°52′00″E / 47.73333°N 25.86667°E  | Încărcați imagine | Raportați eroare |
| 146478.01.01 (Cod LMI: SV-II-a-A-05638)    | Ansamblul bisericii medievale Sf.Ilie / ansamblu anonim (Categorie: structură de cult/religioasă) (Tip: Biserică)                                                                 | sat Sfântu Ilie, comuna Șcheia |                                                     | sec.XIV                            |            |                                                | Încărcați imagine | Raportați eroare |
| 146478.01.02 (Cod LMI: SV-II-m-A-05638.02) | Ansamblul bisericii medievale Sf.Ilie / ansamblu anonim (Categorie: structură de cult/religioasă) (Tip: Clopotniță)                                                               | sat Sfântu Ilie, comuna Șcheia |                                                     | sec. XV-XVIII                      |            |                                                | Încărcați imagine | Raportați eroare |
| 146478.01.03 (Cod LMI: SV-II-m-A-05638.03) | Ansamblul bisericii medievale Sf.Ilie / ansamblu anonim (Categorie: structură de cult/religioasă) (Tip: Zid de incintă)                                                           | sat Sfântu Ilie, comuna Șcheia |                                                     | sec. XV-XVIII                      |            |                                                | Încărcați imagine | Raportați eroare |
| 146272.02.01                               | Situl arheologic de la Suceava - "Turnu Roșu" / ansamblu anonim (Categorie: locuire civilă) (Tip: Așezare)                                                                        | municipiul Suceava             | Turnu Roșu                                          | sec. XIV-XV                        |            |                                                | Încărcați imagine | Raportați eroare |
| 146272.02.01                               | Situl arheologic de la Suceava - "Turnu Roșu" / complex G. 1 (Categorie: locuire civilă) (Tip: groapă)                                                                            | municipiul Suceava             | Turnu Roșu                                          |                                    |            |                                                | Încărcați imagine | Raportați eroare |
| 146272.02.01                               | Situl arheologic de la Suceava - "Turnu Roșu" / complex G. 2 (Categorie: locuire civilă) (Tip: groapă)                                                                            | municipiul Suceava             | Turnu Roșu                                          |                                    |            |                                                | Încărcați imagine | Raportați eroare |
| 146272.02.02                               | Situl arheologic de la Suceava - "Turnu Roșu" / ansamblu anonim (Categorie: locuire civilă) (Tip: biserică)                                                                       | municipiul Suceava             | Turnu Roșu                                          |                                    |            |                                                | Încărcați imagine | Raportați eroare |
| 146272.05.01                               | Situl arheologic de la Suceava - "Ferma 2 Ițcani" / ansamblu anonim (Categorie: locuire civilă) (Tip: Așezare)                                                                    | municipiul Suceava             | ferma 2 Ițcani                                      | Precucuteni - III                  |            |                                                | Încărcați imagine | Raportați eroare |
| 146272.05.02                               | Situl arheologic de la Suceava - "Ferma 2 Ițcani" / ansamblu anonim (Categorie: locuire civilă) (Tip: Așezare)                                                                    | municipiul Suceava             | ferma 2 Ițcani                                      | Cucuteni - A                       |            |                                                | Încărcați imagine | Raportați eroare |
| 146272.05.03                               | Situl arheologic de la Suceava - "Ferma 2 Ițcani" / ansamblu anonim (Categorie: locuire civilă) (Tip: Așezare)                                                                    | municipiul Suceava             | ferma 2 Ițcani                                      | Noua                               |            |                                                | Încărcați imagine | Raportați eroare |
| 146272.05.04                               | Situl arheologic de la Suceava - "Ferma 2 Ițcani" / ansamblu anonim (Categorie: locuire civilă) (Tip: Așezare)                                                                    | municipiul Suceava             | ferma 2 Ițcani                                      | sec. V-VI                          |            |                                                | Încărcați imagine | Raportați eroare |
| 146272.07.01 (Cod LMI: SV-II-m-A-05452)    | Biserica armeano-gregoriană "Sfânta Cruce" de la Suceava / ansamblu Biserica armeano - gregoriană "Sfânta Cruce" (Categorie: structură de cult/religioasă) (Tip: Biserică)        | municipiul Suceava             | str. Armenească 1                                   | 1521, adăugiri 1776, transf. 1918  |            |                                                | Încărcați imagine | Raportați eroare |
| 146272.08 (Cod LMI: SV-II-m-B-05455)       | Casa Pâțu de la Suceava / ansamblu anonim (Categorie: construcție) | municipiul Suceava             | str. Armenească 18                                  |                                    |            |                                                | Încărcați imagine | Raportați eroare |
| 146272.08.01 (Cod LMI: SV-II-m-B-05455)    | Casa Pâțu de la Suceava / ansamblu anonim (Categorie: construcție) (Tip: Casă) | municipiul Suceava             | str. Armenească 18                                  | sec. XVIII-XIX                     |            |                                                | Încărcați imagine | Raportați eroare |
| 146272.09 (Cod LMI: SV-II-m-B-05456)       | Casa de lemn Ungureanu Samoilă (Seserman) de la Suceava / ansamblu anonim (Categorie: construcție)                                                                                | municipiul Suceava             | str. Armenească 24                                  |                                    |            |                                                | Încărcați imagine | Raportați eroare |
| 146272.09.01 (Cod LMI: SV-II-m-B-05456)    | Casa de lemn Ungureanu Samoilă (Seserman) de la Suceava / ansamblu anonim (Categorie: construcție) (Tip: Casă)                                                                    | municipiul Suceava             | str. Armenească 24                                  | sec. XVIII                         |            |                                                | Încărcați imagine | Raportați eroare |
| 146272.06.01 (Cod LMI: SV-II-a-A-05469)    | Mănăstirea "Sf. Ioan cel Nou" de la Suceava / ansamblu Biserica "Sf. Gheorghe" din Suceava (Categorie: structură de cult/religioasă) (Tip: Biserică)                              | municipiul Suceava             | str. Ioan Vodă cel Cumplit 2                        | 1514 - 1522, adăugiri 1579 și 1828 |            | 47°38′27″N 26°16′21″E / 47.640699°N 26.27243°E | Încărcați imagine | Raportați eroare |
| 146272.06.01 (Cod LMI: SV-II-a-A-05469)    | Mănăstirea "Sf. Ioan cel Nou" de la Suceava / ansamblu Biserica "Sf. Gheorghe" din Suceava / complex anonim (Categorie: structură de cult/religioasă) (Tip: paraclis)             | municipiul Suceava             | str. Ioan Vodă cel Cumplit 2                        | 1629                               |            | 47°38′27″N 26°16′21″E / 47.640699°N 26.27243°E | Încărcați imagine | Raportați eroare |
| 146272.06.01 (Cod LMI: SV-II-a-A-05469)    | Mănăstirea "Sf. Ioan cel Nou" de la Suceava / ansamblu Biserica "Sf. Gheorghe" din Suceava / complex anonim (Categorie: structură de cult/religioasă) (Tip: clopotniță)           | municipiul Suceava             | str. Ioan Vodă cel Cumplit 2                        | 1589                               |            | 47°38′27″N 26°16′21″E / 47.640699°N 26.27243°E | Încărcați imagine | Raportați eroare |
| 146272.06.02 (Cod LMI: SV-II-m-A-05469.02) | Mănăstirea "Sf. Ioan cel Nou" de la Suceava / ansamblu anonim (Categorie: structură de cult/religioasă) (Tip: Clisiarniță)                                                        | municipiul Suceava             | str. Ioan Vodă cel Cumplit 2                        | sec. XVII sec. XVII                |            |                                                | Încărcați imagine | Raportați eroare |
| 146272.06.03 (Cod LMI: SV-II-m-A-05469.03) | Mănăstirea "Sf. Ioan cel Nou" de la Suceava / ansamblu anonim (Categorie: structură de cult/religioasă) (Tip: Stăreția)                                                           | municipiul Suceava             | str. Ioan Vodă cel Cumplit 2                        | sec. XIX                           |            |                                                | Încărcați imagine | Raportați eroare |
| 146272.06.04 (Cod LMI: SV-II-m-A-05469.04) | Mănăstirea "Sf. Ioan cel Nou" de la Suceava / ansamblu anonim (Categorie: structură de cult/religioasă) (Tip: Chilii)                                                             | municipiul Suceava             | str. Ioan Vodă cel Cumplit 2                        | sec. XIX                           |            |                                                | Încărcați imagine | Raportați eroare |
| 146272.06.05 (Cod LMI: SV-II-m-A-05469.05) | Mănăstirea "Sf. Ioan cel Nou" de la Suceava / ansamblu anonim (Categorie: structură de cult/religioasă) (Tip: Clopotniță)                                                         | municipiul Suceava             | str. Ioan Vodă cel Cumplit 2                        | sec. XVI                           |            |                                                | Încărcați imagine | Raportați eroare |
| 146272.17.01 (Cod LMI: SV-II-m-A-05475)    | Ansamblul sitului medieval al bisericii "Sf. Gheorghe" Mirăuți din Suceava / ansamblu Biserica "Sf. Gheorghe" - Mirăuți (Categorie: structură de cult/religioasă) (Tip: Biserică) | municipiul Suceava             | str. Mirăuți, nr. 17                                | 1375 - 1391 - sec. XVII            |            |                                                | Încărcați imagine | Raportați eroare |
| 146272.17.02 (Cod LMI: SV-II-m-A-05475)    | Ansamblul sitului medieval al bisericii "Sf. Gheorghe" Mirăuți din Suceava / ansamblu anonim (Categorie: structură de cult/religioasă) (Tip: Biserică)                            | municipiul Suceava             | str. Mirăuți, nr. 17                                | sec. XVII                          |            |                                                | Încărcați imagine | Raportați eroare |
| 146272.17.03 (Cod LMI: SV-II-m-A-05475)    | Ansamblul sitului medieval al bisericii "Sf. Gheorghe" Mirăuți din Suceava / ansamblu anonim (Categorie: structură de cult/religioasă) (Tip: necropola)                           | municipiul Suceava             | str. Mirăuți, nr. 17                                | sec. XIV, XVI, XVII, XVIII, XIX    |            |                                                | Încărcați imagine | Raportați eroare |
| 146272.17.04 (Cod LMI: SV-II-m-A-05475)    | Ansamblul sitului medieval al bisericii "Sf. Gheorghe" Mirăuți din Suceava / ansamblu anonim (Categorie: structură de cult/religioasă) (Tip: Turn-clopotniță)                     | municipiul Suceava             | str. Mirăuți, nr. 17                                | sec. XVIII                         |            |                                                | Încărcați imagine | Raportați eroare |
| 146664.04.01                               | Biserica "Sf. Treime" de la Siret / ansamblu Biserica "Sf. Treime" (Categorie: structură de cult/religioasă) (Tip: Biserică)                                                      | oraș Siret                     | str. Victoriei 10                                   | 1352                               |            |                                                | Încărcați imagine | Raportați eroare |
| 146664.04.01                               | Biserica "Sf. Treime" de la Siret / ansamblu Biserica "Sf. Treime" / complex anonim (Categorie: structură de cult/religioasă) (Tip: zvoniță)                                      | oraș Siret                     | str. Victoriei 10                                   | sec. XVII                          |            |                                                | Încărcați imagine | Raportați eroare |
| 146272.11.01                               | Biserica Sf. Ioan Botezătorul din Suceava / ansamblu Beciul Bisericii Sf. Ioan Botezătorul (Categorie: construcție) (Tip: Beci)                                                   | municipiul Suceava             | str. Ștefăniță Vodă nr. 12                          |                                    |            |                                                | Încărcați imagine | Raportați eroare |
| 146272.99.01 (Cod LMI: SV-II-m-A-05475)    | Biserica Sf. Gheorghe de la Suceava / ansamblu Biserica Sf. Gheorghe (Categorie: construcție) (Tip: biserică)                                                                     | municipiul Suceava             | Str. Mirăuți 17                                     | sec. XV                            |            |                                                | Încărcați imagine | Raportați eroare |
| 146272.99.02 (Cod LMI: SV-II-m-A-05475)    | Biserica Sf. Gheorghe de la Suceava / ansamblu anonim (Categorie: construcție) (Tip: necropola)                                                                                   | municipiul Suceava             | Str. Mirăuți 17                                     |                                    |            |                                                | Încărcați imagine | Raportați eroare |
| 146272.10.01 (Cod LMI: SV-I-s-A-05390)     | Platoul din fața Cetății de Scaun-Câmpul Șanțurilor / ansamblu anonim (Categorie: fortificație) (Tip: Fortificație)                                                               | municipiul Suceava             | Câmpul Șanțurilor                                   | sec. XIV-XVI                       |            |                                                | Încărcați imagine | Raportați eroare |
| 146272.10.02 (Cod LMI: SV-I-s-A-05390)     | Platoul din fața Cetății de Scaun-Câmpul Șanțurilor / ansamblu anonim (Categorie: fortificație) (Tip: necropola)                                                                  | municipiul Suceava             | Câmpul Șanțurilor                                   | Komarovo                           |            |                                                | Încărcați imagine | Raportați eroare |
| 146664.05.01                               | Centrul medieval de la Siret / ansamblu anonim (Categorie: locuire) (Tip: Așezare)                                                                                                | oraș Siret                     |                                                     | sec. XIV-XVI                       |            |                                                | Încărcați imagine | Raportați eroare |
| 146272.12.01                               | Situl arheologic de la Suceava-cartier Burdujeni / ansamblu anonim (Categorie: locuire) (Tip: Așezare)                                                                            | municipiul Suceava             | strada Gheorghe Doja nr. 9, punct cartier Burdujeni | Cucuteni                           |            |                                                | Încărcați imagine | Raportați eroare |
| 146272.12.02                               | Situl arheologic de la Suceava-cartier Burdujeni / ansamblu anonim (Categorie: locuire) (Tip: necropola)                                                                          | municipiul Suceava             | strada Gheorghe Doja nr. 9, punct cartier Burdujeni | sec. XV                            |            |                                                | Încărcați imagine | Raportați eroare |
| 146272.12.03                               | Situl arheologic de la Suceava-cartier Burdujeni / ansamblu anonim (Categorie: locuire) (Tip: Așezare)                                                                            | municipiul Suceava             | strada Gheorghe Doja nr. 9, punct cartier Burdujeni |                                    |            |                                                | Încărcați imagine | Raportați eroare |
| 146664.01.01 (Cod LMI: SV-I-m-B-05434.01)  | Situl arheologic de la Siret - "Dealul Horodiște" / ansamblu anonim (Categorie: locuire civilă) (Tip: Așezare urbană)                                                             | oraș Siret                     | Dealul Horodiște                                    | sec. XIV - XVII                    |            |                                                | Încărcați imagine | Raportați eroare |
| 146664.01.02 (Cod LMI: SV-I-m-B-05434.02)  | Situl arheologic de la Siret - "Dealul Horodiște" / ansamblu anonim (Categorie: locuire civilă) (Tip: Așezare)                                                                    | oraș Siret                     | Dealul Horodiște                                    | Cucuteni                           |            |                                                | Încărcați imagine | Raportați eroare |
| 146272.03.01 (Cod LMI: SV-I-m-A-05391.01)  | Situl arheologic de a Suceava-Vechiul centru medieval / ansamblu anonim (Categorie: locuire) (Tip: Curte domnească)                                                               | municipiul Suceava             | Vechiul centru medieval                             | sec. XIV - XIX                     | 1953-1954  |                                                | Încărcați imagine | Raportați eroare |
| 146272.03.02 (Cod LMI: SV-I-m-A-05391.02)  | Situl arheologic de a Suceava-Vechiul centru medieval / ansamblu Vechiul centru medieval Suceava (Categorie: locuire) (Tip: Așezare urbană)                                       | municipiul Suceava             | Vechiul centru medieval                             | sec. XIV - XIX                     | 1953-1954  |                                                | Încărcați imagine | Raportați eroare |
| 146272.01.01 (Cod LMI: SV-I-s-A-05389)     | Cetatea de la Scheia -Suceava - "Dealul Șeptilici" / ansamblu Cetatea de la Scheia (Categorie: locuire civilă) (Tip: Cetate)                                                      | municipiul Suceava             | Dealul Șeptilici                                    | sec. XIV                           |            |                                                | Încărcați imagine | Raportați eroare |
| 146664.02.01 (Cod LMI: SV-I-m-A-05435.03)  | Situl arheologic de la Siret - "Dealul Ruina" / ansamblu anonim (Categorie: locuire civilă) (Tip: Așezare)                                                                        | oraș Siret                     | Dealul Ruina                                        | Cucuteni - B                       | 1992       | 47°04′05″N 26°00′07″E / 47.06805°N 26.00194°E  | Încărcați imagine | Raportați eroare |
| 146664.02.02 (Cod LMI: SV-I-m-A-05435.01)  | Situl arheologic de la Siret - "Dealul Ruina" / ansamblu anonim (Categorie: locuire civilă) (Tip: Așezare)                                                                        | oraș Siret                     | Dealul Ruina                                        | Grănicești - Gáva                  | 1992       | 47°04′05″N 26°00′07″E / 47.06805°N 26.00194°E  | Încărcați imagine | Raportați eroare |
| 146664.02.03 (Cod LMI: SV-I-m-A-05435.02)  | Situl arheologic de la Siret - "Dealul Ruina" / ansamblu anonim (Categorie: locuire civilă) (Tip: Așezare)                                                                        | oraș Siret                     | Dealul Ruina                                        |                                    | 1992       | 47°04′05″N 26°00′07″E / 47.06805°N 26.00194°E  | Încărcați imagine | Raportați eroare |